# Ластівка бура
Ластівка бура (Ptyonoprogne concolor) — вид горобцеподібних птахів родини ластівкових (Hirundinidae). Поширений в Південній Азії.

## Поширення
Номінальний підвид розмножується на більшій частині Індійського субконтиненту від підніжжя Гімалаїв на південь до гір Нілґірі та на схід до Західної Бенгалії, а P. c. sintaungensis трапляється в М'янмі, південно-західному Китаї та північних частинах Таїланду, В'єтнаму та Лаосу. Природним середовищем розмноження є горбиста або гірська місцевість зі скелями, ущелинами та печерами, на висоті близько 1800 м (5900 футів), хоча в Таїланді до 2000 м (6600 футів).